# 富埃古伊諾火山
54°57′S 70°15′W / 54.950°S 70.250°W
富埃古伊諾火山（西班牙語：Volcán Fueguino），是智利的火山，位於火地群島的庫克島，屬於安第斯山脈的一部分，海拔高度150米，最近一次火山噴發在1820年11月發生。